# Tomasz Garlicki (duchowny)
Tomasz Garlicki herbu Strzemię (ur. ok. 1730, zm. po 1773) – ksiądz katolicki, kaznodzieja konfederacji barskiej w województwie krakowskim.
W młodości został deputatem do Trybunału Koronnego i burgrabią krakowskim. W niejasnych do dzisiaj okolicznościach porzucił stan świecki i przyjął święcenia kapłańskie. Został współpracownikiem biskupa kijowskiego Józefa Andrzeja Załuskiego, z inicjatywy którego, po swoim pobycie w Rzymie i Wenecji w latach 1764–1767 sprowadził transport ksiąg dla Biblioteki Załuskich. Mianowany kanonikiem kijowskim. Po porwaniu Załuskiego przez Rosjan, związał się ze spiskowcami przygotowującymi zawiązanie konfederacji barskiej.
W 1768 rozpoczął akcję agitacji wśród szlachty małopolskiej, nakłaniając ją do przystąpienia do związku w swoich licznych żarliwych kazaniach i mowach wydanych drukiem. Przepowiadał przyszłość i głosił cuda, rzucając gromy na Stanisława Augusta Poniatowskiego, którego uważał za sprawcę nieszczęść w kraju. Po zdobyciu Krakowa przez wojska rosyjskie, poseł Nikołaj Repnin rozkazał pochwycenie za wszelką cenę podburzającego masy szlacheckie księdza. Wzięty do niewoli, został zaszyty w skórzanym worku. Rosjanie grożąc mu obdarciem ze skóry, planowali uwięzić go w Kijowie, gdzie w miejscowym lochu uwięziony był już ks. Marek Jandołowicz. W czasie transportu Garlickiemu udało się zbiec i przedostać na Słowację.
Przybył następnie do Cieszyna, gdzie związał się z frakcją Jerzego Marcina Lubomirskiego. Ten wysłał go do Wiednia z listami do swojego teścia gen. Hadika. W Bratysławie przyjęty na audiencji przez cesarzową Marię Teresę, wzbudził zachwyt na dworze swymi misternie wycyzelowanymi mowami, które nawet chciano drukować. W sierpniu 1769 przedostał się na bronioną przez Kazimierza Pułaskiego Jasną Górę. 21 listopada 1771 dostał się w Bojanowie do niewoli rosyjskiej. Umieszczony w obozie przejściowym na Pradze, został prawdopodobnie zesłany w głąb Rosji. Z zesłania powrócił w 1772. Wyjechał do Rzymu. Jest to ostatnia udokumentowana informacja na jego temat.
Był autorem Książeczki do nabożeństwa, zawierającej przypisywane Jandołowiczowi Proroctwo księdza Marka karmelity.